# Unterkohlstätten
Unterkohlstätten (węg. Alsószénégetö) – gmina w Austrii, w kraju związkowym Burgenland, w powiecie Oberwart. 1 stycznia 2014 liczyła 1,02 tys. mieszkańców.